# Die Zeit mit Euch
Die Zeit mit Euch ist ein deutscher Fernsehfilm von Stefan Krohmer aus dem Jahr 2014 mit Ulrike Kriener, Herbert Knaup, Leslie Malton, Henry Hübchen, Johanna Gastdorf und Ernst Stötzner in den Hauptrollen.

## Handlung
Drei verheiratete Pärchen, die alle untereinander befreundet sind, erleben eine Zerstörung ihres vorher scheinbar schönen Privatlebens. Vera betrügt Heiko mit einem anderen Mann im Hotel und verschenkt an diesen sogar eine seltene Buchausgabe ihres Mannes. Was Vera und Heiko selbst nicht ahnen: er hat Krebs und gilt als austherapiert. Onkologe Klaus gesteht vor seinen Freunden und Marlene nach drei Jahren, dass er eine Affäre mit der jungen Floriane hat, die nun von ihm schwanger sei, obwohl er mit Marlene nie Kinder haben wollte. Auch zwischen Paul und Christiane kriselt es gewaltig, Paul schenkt seiner Frau kaum noch Aufmerksamkeit.
Bei all diesen privaten Katastrophen muss nun jeder sehen, wie er am besten mit der neuen Situation umgeht und sie am Ende meistert. Marlene setzt ihren Klaus umgehend vor die Tür, woraufhin er zu Floriane zieht. Ihre Freundinnen versuchen ihr beizustehen, was ihnen nur im Ansatz gelingt.
Paul ist seit kurzem im Ruhestand und gibt sich zunächst einmal dem Müßiggang hin. Christiane will das nicht akzeptieren und versucht nun ihrerseits, nach Jahren des Hausfrauendaseins, ins Berufsleben zurückzufinden. Das hat den Vorteil, dass sie dann auch ihr eigenes Geld verdient. Da Paul mit dem Rentnerdasein auch einen Sparsamkeitstick entwickelt hat, dem sogar eine geplante USA-Reise mit Heiko zum Opfer fällt, muss sie Paul nun nicht mehr um jeden Euro bitten. Nachdem Christiane der Wiedereintritt in den Beruf geglückt ist, hält sie es mit ihrem kleinkarierten Mann nicht mehr aus und sie zieht zu Marlene. Paul zieht daraus seine Lehre und beginnt, sich zu bessern, auch versucht er Christiane mit einer lustigen Videobotschaft zurückzugewinnen.
Gymnasiallehrer Heiko ist nicht begeistert, als ihm Vera von dem angeblichen Verkauf seiner ihm wichtigen Erstausgabe berichtet. Als Vera das begreift, bittet sie ihren Freund Martin, das Buch zurückzugeben. Trotzdem ist Heiko verärgert. Bei einem erneuten Treffen der Freunde (ohne Klaus) erlebt Vera zwei Überraschungen, zum einen präsentiert Marlene ausgerechnet Martin als ihren neuen Begleiter, zum anderen erleidet Heiko einen Zusammenbruch. In der Klinik erfahren sie nun von dem unheilbaren Hirntumor. Damit ist auch für Heiko der Amerikatrip geplatzt. Der Tumor wächst so schnell, dass Heiko schon nach wenigen Wochen zum Pflegefall wird.
Im Angesicht des nahenden Endes von Heiko, vereinbaren alle Freunde ein letztes gemeinsames Beisammensein. In einem Ferienhaus treffen sich alle inklusive Klaus mit seiner neuen Familie und auch Martin auf neutralem Boden. In Erinnerung an die alten Zeiten verleben sie einige Tage in gewohnter Harmonie.

## Veröffentlichung
Die Zeit mit Euch wurde am 26. September 2014 zur Hauptsendezeit auf Das Erste erstgesendet.

## Rezeption

### Einschaltquote
Bei einer Wiederholungssendung am 9. Januar 2015 wurde in Deutschland Die Zeit mit Euch von insgesamt 4,09 Millionen Zuschauern gesehen und erreichte einen Marktanteil von 12,90 % für Das Erste.

### Kritik
Rainer Tittelbach von tittelbach.tv meinte: „Die Tragikomödie ‚Die Zeit mit Euch‘ nimmt die Generation am Rande des Altwerdens ins Visier.“ „Von neuer Liebe und alten Gewohnheiten, von Krankheit und kleinen Geheimnissen, von Beziehungen, in denen der eine den anderen satt hat, und von Trips zu neuen Ufern oder zurück in den alten Beruf – davon erzählen Gabriele Kreis und Stefan Krohmer. Sie erzählen in Form eines dramaturgisch interessanten Dialog-Films lebensnahe Geschichten, anstatt die üblichen Selbstfindungs-Exempel zu geben. Ein kluger Versuch, das Leben (im Film) als Prozess zu begreifen.“
Der film-dienst befand: „Das vorzüglich gespielte Panoptikum bietet allzu Bekanntes, erscheint gleichwohl als Bilderbogen der Generation „60plus“ sehr sympathisch.“
TV Spielfilm vergab an den Film die bestmögliche Wertung (Daumen nach oben).
Ulrich Feld von der FNP meinte: „Wenn nach einer fröhlichen Party nichts mehr ist wie zuvor: Dieser Film bietet intensive Spannung und Emotionalität auf höchstem Niveau.“ „Das Alter, Lebensabende, Rentendasein, geplatzte Träume, missbrauchtes Vertrauen, Geburt, Krankheit und Tod – der Film serviert dem Zuschauer gleich eine ganze Palette schwerer und bestens miteinander verknüpfter Themen. Dass er dennoch recht leichtfüßig wirkt, ist der eleganten, manchmal an Ernst Lubitsch erinnernden Machart zuzuschreiben und den teilweise sehr gewitzten Dialogen. “